# Герцог Бервик

Герб якобитских герцогов Бервик, глав дома Фитц-Джеймс

Герб испанских герцогов Бервик и герцогов Альба

Герцог Бервик (англ. Duke of Berwick) — титул в системе пэрства Англии, созданный 19 марта 1687 года для Джеймса (1670—1734), старшего внебрачного сына герцога Йоркского и Олбани — будущего короля Якова II (1633—1701) и Арабеллы Черчилль (1648—1730).

## История
Название титула происходит от города Берик-апон-Туид (графство Нортумберленд, на границе с Шотландией). Титулы барона Босуорта и графа Тинмаута были дочерними титулами герцогов Бервик.
В 1695 году английский парламент лишил Джеймса Фитцджеймса, герцога Бервика, звания пэра и всех титулов. В Англии титул герцога Бервика не признается. Тем не менее, титулы Джеймса Фитцджеймса были признаны во Франции королем Людовиком XIV как де-факто якобитского пэра. 13 декабря 1707 года король Испании Филипп V пожаловал маршалу Джеймсу Фитцджеймсу, герцогу Бервику, звание гранда Испании и титул герцога де Лириа-и-Херика. Король Франции вознаградил его титулом герцога де Фитц-Джеймс.
В случае сохранения за Фитцджеймсами звания пэра Англии, герцогский титул мог наследоваться только по мужской линии. После смерти дона Хакобо Фитц-Джеймса Стюарта и Фалько, 17-го герцога Альбы и 10-го герцога Бервика (1878—1953), английский титул должен бы быть передан его племяннику, дону Фернандо Фитц-Джеймсу Стюарту, 15-му герцогу Пеньяранда-де-Дуэро (1922—1971), а затем к сыну последнего, дону Хакобо Фитц-Джеймсу Стюарту, 16-му герцогу Пеньяранда-де-Дуэро (род. 1947), и нынешнему главе дома Фитц-Джеймс.
Испанский титул герцога Бервика вместе со званием гранда передается по наследству по правилам этой страны. Испанские дворянские титулы исторически переходили по наследству мужским потомком по принципу первородства, что позволяло женщинам также наследовать титулы, в случае отсутствия у них живых братьев или умерших братьев, оставивших законных детей. Со смертью 10-го герцога Бервика в сентябре 1953 года его единственная дочь и наследница, донья Каэтана Фитц-Джеймс Стюарт, 18-я герцогиня Альба (1926—2014), унаследовала его испанские титулы, среди которых был титул герцога де Бервик. В ноябре 2014 года после смерти Каэтаны герцогский титул перешел к её старшему сыну, дону Карлосу Фитц-Джеймсу Стюарту и Мартинесу де Ирухо, 14-му герцогу Уэскару (род. 1948).

## Герцоги Бервик (1687—1695)
| Персона                                        | Портрет | Дата рождения                                                                        | Браки | Дата смерти                               |
| ---------------------------------------------- | ------- | ------------------------------------------------------------------------------------ | --- | ----------------------------------------- |
| Джеймс Фитцджеймс, 1-й герцог Бервик 1687—1695 |         | 21 августа 1670 Мулен старший сын короля Англии Якова II Стюарта и Арабеллы Черчилль | Онора де Бург, графиня де Лукан (ок. 1670 — 1698) 26 марта 1695 1 ребёнок Энн Балкли (ок. 1670 — 1751) 18 апреля 1700 10 детей | 12 июня 1734 Филипсбург в возрасте 63 лет |

## Якобитские герцоги Бервик (1695 —н.в.)
| Персона                                                                            | Портрет | Дата рождения | Браки | Дата смерти                                     |
| ---------------------------------------------------------------------------------- | ------- | --- | --- | ----------------------------------------------- |
| Джеймс Фитцджеймс, 1-й герцог Бервик (1695—1734)                                   |         | 21 августа 1670 Мулен сын короля Англии Якова II Стюарта и Арабеллы Черчилль | Онора де Бург, графиня де Лукан 26 марта 1695 1 ребёнок Энн Бакли 18 апреля 1700 10 детей                            | 12 июня 1734 Филипсбург в возрасте 63 лет       |
| Джеймс Фитц-Джеймс Стюарт, 2-й герцог Бервик (1734—1738)                           |         | 21 октября 1696 единственный сын Джеймса Фитцджеймса, 1-го герцога Бервика, и Оноры де Бург, графини де Лукан | Каталина Колон де Португаль-и-Айяла, 9-я графиня де Хельвес (1690—1739) 31 декабря 1716 6 детей                      | 2 июня 1738 Неаполь в возрасте 41 года          |
| Джеймс Фитц-Джеймс Стюарт, 3-й герцог Бервик (1738—1785)                           |         | 28 декабря 1718 Мадрид второй сын Джеймса Фицтджеймса Стюарта, 2-го герцога Бервика, и Каталины Колон де Пуртугаль-и-Айялы, 9-й графини де Хельвес | Мария Тереза де Сильва-и-Альварес де Толедо (1716—1790) 26 июня 1738 1 ребёнок                                       | 30 сентября 1785 Валенсия в возрасте 66         |
| Карлос Фитц-Джеймс Стюарт, 4-й герцог Бервик (1785—1787)                           |         | 25 марта 1752 Лирия единственный сын Джеймса Фитцджеймса Стюарта, 3-го герцога Бервика, и Марии Терезы де Сильвы-и-Альварес де Толедо | Каролина Августа, принцесса цу Штольберг-Гедерн (1755—1829) 15 сентября 1771 2 детей                                 | 7 сентября 1787 Мадрид в возрасте 35 лет        |
| Хакобо Фитц-Джеймс Стюарт, 5-й герцог Бервик (1787—1794)                           |         | 25 февраля 1773 Париж единственный сын Карлоса Фитцджеймса Стюарта, 4-го герцога Бервика, и Каролины Августы, принцессы цу Штольберг-Гедерн | Мария Тереза де Сильва Фернандес де Ихар-и-Палафокс (1772—1818) 24 января 1790 2 детей                               | 3 апреля 1794 died в возрасте 21 года           |
| Хакобо Фитц-Джеймс Стюарт, 6-й герцог Бервик (1794—1795)                           |         | 3 января 1792 старший сын Хакобо Фитцджеймса Стюарта, 5-го герцога Бервика, и Марии Терезы де Сильва Фернандес де Ихар-и-Палафокс | не женат | 5 января 1795 в возрасте 3-х лет                |
| Карлос Мигель Фитц-Джеймс Стюарт, 14-й герцог Альба, 7-й герцог Бервик (1795—1835) |         | 19 мая 1794 Мадрид второй сын Хакобо Фитцджеймса Стюарта, 5-го герцога Бервика, и Марии Терезы де Сильва Фернандес де Ихар-и-Палафокс | Розалия Вентимилья-и-Монкада (1798—1868) 15 февраля 1817 3 детей                                                     | 7 октября 1835 Сьон в возрасте 41 года          |
| Хакобо Фитц-Джеймс Стюарт, 15-й герцог Альба и 8-й герцог Бервик (1835—1881)       |         | 3 июня 1821 Палермо сын Карлоса Мигеля Фитцджеймса Стюарта, 14-го герцога Альбы, 7-го герцога Бервика, и Розалии Вентимильи-и-Монкада | Мария Франсиска Портокарреро Палафокс-и-Кирк-Патрик, 12-я герцогиня де Пеньярада (1825—1860) 14 февраля 1848 3 детей | 10 июля 1881 Мадрид в возрасте 60 лет           |
| Карлос Мария Фитц-Джеймс Стюарт, 16-й герцог Альба и 9-й герцог Бервик (1881—1901) |         | 4 декабря 1849 Мадрид сын Хакобо Фитцджеймса Стюарта, 8-го герцога Бервика, и Марии Фрасиски Портокарреро Палафокс-и-Кирк-Патрик, 12-й герцогини де Пеньярада | Мария дель Росарио Фалько-и-Осорио, 12-я графиня де Сируэла (1854—1904) 10 декабря 1877 3 детей                      | 15 октября 1901 Нью-Йорк в возрасте 51 года     |
| Хакобо Фитц-Джеймс Стюарт, 17-й герцог Альба и 10-й герцог Бервик (1901—1953)      |         | 17 октября 1878 Мадрид старший сын Карлоса Фитцджеймса Стюарта, 9-го герцога Бервика, и Марии дель Росарио Фалько-и-Осорио, 12-й графини де Сируэла | Мария дель Росарио де Сильва-и-Гуртубай, 9-я маркиза де Сан-Висент дель Барко (1900—1934) 7 октября 1920 1 ребёнок   | 24 сентября 1953 Лозанна в возрасте 74 лет      |
| Фернандо Фитц-Джеймс Стюарт, 11-й герцог Бервик (1953—1970)                        |         | 24 января 1922 Эль-Гуадальперал единственный сын Карлоса Фернандо Фитцджеймса Стюарта-и-Фалько, 14-го герцога де Пеньяранда-де-Дуэро (1882—1936), младшего брата 10-го герцога Бервика, и Марии дель Кармен де Сааведра-и-Колладо, 13-й маркизы де Вильявисьоса (1899—1967) | Мария Изабель Гомес-и-Руис (род. 1944) 4 детей                                                                       | 20 июля 1970 Эль-Гуадальперал в возрасте 48 лет |
| Хакобо Фитц-Джеймс Стюарт, 12-й герцог Бервик (1970 — н. в.)                       |         | 15 ноября 1947 старший сын Фернандо Фитцджеймса Стюарта, 11-го герцога Бервика, и Марии Изабель Гомес-и-Руис | не женат |                                                 |

## Испанские герцоги Бервик (1707 —н.в.)
| Персона                                                                             | Портрет | Дата рождения | Браки | Дата смерти                              |
| ----------------------------------------------------------------------------------- | ------- | --- | --- | ---------------------------------------- |
| Каэтана Фитц-Джеймс Стюарт, 18-я герцогиня Альба, 11-я герцогиня Бервик (1953—2014) |         | 28 марта 1926 Дворец Лирия, Мадрид единственная дочь Хакобо Фитц-Джеймса Стюарта, 17-го герцога Альбы и 10-го герцога Бервика, и Марии дель Росарио де Сильва, 9-й маркизы де Сан-Висенте дель Барко | Луис Мартинес де Ирухо-и-Артаскос, герцог Сотомайор (1919—1972) брак в 1947; развод в 1972 от первого брака — 6 детей Хесус Агирре-и-Ортис де Зарате (1934—2001) брак в 1978; развод в 2001 Альфонсо Диес Карабантес (род. 1950) брак в 2011 году | 20 ноября 2014 Севилья в возрасте 88 лет |
| Карлос Фитц-Джеймс Стюарт, 19-й герцог Альба, 12-й герцог Бервик (2014 — н. в.)     |         | 2 октября 1948 Мадрид старший сын Каэтаны Фитц-Джеймс Стюарт, 11-й герцогини Бервик, и дона Луиса Мартинеса де Ирухо-и-Артаскос                                                                      | Матильда де Солис-Бомон-и-Мартинес-Кампос (род. 1963) брак в 1988; развод в 2004 в браке было двое детей |                                          |